# プール型原子炉
プール型原子炉（ぷーるがたげんしろ、英語: Pool-type reactor）とは格納容器を備えない開放型の原子炉。スイミングプール型原子炉（英語: Swimming pool reactor）とも呼ばれる。

## 概要
主に研究用原子炉で使用され、炉心を水深10ｍ程度のプールの底近くに吊し、プール水を減速材、冷却材および遮蔽材としていてプール水を通して炉心を直接視認可能で、また炉心の周囲に広い空間を取ることが可能で燃料交換や照射試験のための試料の取り扱いが容易という特徴を備える。建造費が安い反面、炉心で発生した熱エネルギーを利用する事が構造上困難で中性子の照射等の研究目的での使用に留まる。

## 主なプール型原子炉
- JRR-4
- NSRR
- TRIGA